# Thanh Sơn (nhạc sĩ)
Thanh Sơn (1 tháng 5 năm 1940 – 4 tháng 4 năm 2012) là một nhạc sĩ Việt Nam. Ông được biết đến từ thập niên 1960 với những ca khúc trữ tình nói về tuổi học trò. Khoảng thời gian sau, ông nổi tiếng với các ca khúc chủ đề miền Tây Nam Bộ mang âm hưởng dân ca Nam Bộ.

## Cuộc đời
Thanh Sơn tên thật là Lê Văn Thiện, sinh ngày 1 tháng 5 năm 1940 tại Sóc Trăng; là con thứ mười trong một gia đình có 12 anh chị em. Gia đình ông từng che giấu cán bộ Việt Minh nên bị ruồng bố rất gắt gao, ông phải rày đây mai đó.

### Khởi đầu là ca sĩ
Ông học nhạc từ hồi tiểu học với thầy Võ Đức Phấn (em ruột nhạc sĩ Võ Đức Thu). Năm 1955, thầy Phấn mất, ông lên Sài Gòn làm thuê, ở mướn nhưng vẫn tiếp tục học nhạc với thầy Lê Thương và nuôi ước mơ trở thành ca sĩ.
Đến năm 1959, ông đăng ký tham dự cuộc tuyển lựa ca sĩ của Đài phát thanh Sài Gòn và đoạt giải nhất. Ban giám khảo cuộc thi đó có những tên tuổi như: Dương Thiệu Tước, Võ Đức Thu, Thẩm Oánh, Nghiêm Phú Phi. Sau khi đoạt giải ông được mời đi hát trong ban Tiếng tơ đồng của Hoàng Trọng.

### Chuyển sang sáng tác nhạc
Dù đã là ca sĩ, ông vẫn mày mò học sáng tác nhạc với cuốn "Để sáng tác một ca khúc" của Hoàng Thi Thơ.
Ca khúc đầu tiên của ông là Tình học sinh ra đời năm 1962, tuy nhiên chẳng được một ai lưu ý. Sang năm sau, Nỗi buồn hoa phượng ra đời, trở thành một trong những ca khúc nổi tiếng nhất viết về mùa hè.
Năm 1963, ông bỏ hẳn nghề ca sĩ để chuyên tâm sáng tác.
Từ 1973, nhạc của ông bắt đầu chuyển hướng sang đề tài quê hương.
Sau sự kiện 30 tháng 4 năm 1975, ông ngưng sáng tác.
Bắt đầu sáng tác nhạc trở lại từ thập niên 1990, những ca khúc mới mang âm hưởng dân ca của ông lập tức được công chúng đón nhận. Nhiều bài hát trong giai đoạn này trở nên thịnh hành tới ngày nay như Hình bóng quê nhà, Hành trình trên đất phù sa, Bạc Liêu hoài cổ,...
Từ năm 2000, ông làm phụ trách biên tập chương trình cho Trung tâm Băng nhạc Rạng Đông.
Năm 2006, trung tâm Thúy Nga thực hiện chương trình Paris By Night 83 - Những Khúc Hát Ân Tình vinh danh ông, cùng với 2 nhạc sĩ Xuân Tiên và Nguyễn Ánh 9.
Năm 2007, kỷ niệm năm Thanh Sơn 69 tuổi, Nhà hát Thành phố Hồ Chí Minh tổ chức đêm nhạc mang tên ông.

### Qua đời
Năm 2011, ông bị tai biến mạch máu não khi đang cùng trung tâm Thúy Nga thực hiện cuốn Paris By Night 103 - Tình Sử Trong Âm Nhạc Việt Nam. Sau một thời gian điều trị, ông qua đời lúc 14h 30' ngày 4 tháng 4 năm 2012 tại Thành phố Hồ Chí Minh vì tuổi già sức yếu.

## Nội dung sáng tác
Nhạc của Thanh Sơn thời kỳ đầu thường nói về tình cảm của tuổi học trò, đặc biệt là mùa hè. Bài Nỗi buồn hoa phượng được ông tâm đắc nhất, với những câu ca chân tình rất quen thuộc:

Bìa ca khúc Nỗi buồn hoa phượng.

Mỗi năm đến hè lòng man mác buồn
Chín mươi ngày qua chứa chan tình thương...
Ngoài đề tài học trò, ông còn có nhiều tác phẩm ở một số chủ đề khác. Như ca ngợi mùa xuân:
Mùa xuân sang có hoa anh đào
Màu hoa tôi trót yêu từ lâu... (Mùa hoa anh đào)
Nghe xuân sang thấy trong lòng chứa chan
Tiếng pháo vui vang đó đây nghe rộn ràng... (Đoản xuân ca)
...hay những bài nhạc vàng than trách số phận, viết theo điệu boléro:

Bìa ca khúc Trả lại thời gian.

Xin trả lại những kỷ niệm buồn vui
Ngày vui đã theo thời gian qua mất rồi
Ngồi viết tâm sự, nhớ ngược về quá khứ
Chợt lên nét suy tư
Bao năm thầm kín trót thương tà áo tím
Những đêm sương lạnh nghe trái sầu rót vào tim... (Trả lại thời gian)
Ít ai biết rằng nàng thơ trong các sáng tác của ông là nữ ca sĩ Thanh Tuyền. Nhiều sáng tác của ông đã viết dành tặng riêng cho tiếng hát Thanh Tuyền: Nỗi buồn hoa phượng, Nhật kí đời tôi, Hoa tím người xưa, Trả lại thời gian, Giòng suối xanh, Dư âm mùa hạ, Chuyện tình hoa Lưu Ly... Tiếng hát cao vút, trong trẻo của cô học trò 17 tuổi càng đưa những tác phẩm của ông trở nên thăng hoa hơn.
Thời gian trước 1973, lời ca của ông chịu ảnh hưởng của nhạc vàng: chân thật, giản dị, ít trau chuốt,.. Đến khi ông chuyển hướng sang nhạc quê hương, lời ca mới được chú trọng – như chính ông nhìn nhận.
Nhiều bài hát được viết để hát bằng giọng Nam bộ, với những điệu hò, điệu ru rất quen thuộc với người miền Nam:
Ơi hò ơi ví dầu thương những con đò bên hàng dừa xanh,
Thương nhiều chiếc áo bà ba,
Vai nặng gánh lúa lúc tan chợ chiều, 
Bên mái tranh nghèo nghe bìm bịp kêo nước lớn nước ròng...  (Gợi nhớ quê hương)
Hò ơ..
Gió đưa gió đẩy, về rẫy ăn trầu, về sông ăn cá
về sông ăn cá, về đồng ăn cua... (Hình bóng quê nhà)
Ngoài ra, Thanh Sơn cũng thường đem những địa danh, những đặc sản, những giai thoại có thật vào nhạc, như là một cách quảng bá hình ảnh miền quê xứ đó:
Quýt Cái Bè nổi tiếng ngọt ngây
Ai ăn rồi nhớ mãi miền Tây (Hành trình trên đất phù sa)
Nghe tiếng đàn ai rao sáu câu
Như sống lại hồn Cao Văn Lầu
Về Bạc Liêu danh tiếng ôn lại giấc ngủ vàng son
Một thời để nhớ ngày đó xa rồi (Hoài cổ)
Nghe danh Công tử Bạc Liêu đốt tiền nấu trứng, tỏ ra mình giàu (Hoài cổ)
Ông đã viết nhạc cho hầu khắp các địa danh ở Nam Bộ, chỉ trừ Tiền Giang mà theo ông: "Chưa viết được vì hai chữ Tiền Giang đưa vào nhạc khó quá. Tôi sẽ cố gắng tìm cho ra cái tứ để ca ngợi mảnh đất Tiền Giang trong thời gian tới".
Ngoài nhạc về miền Nam, ông còn viết một số bài ca ngợi các miền khác, như bài Non nước hữu tình (miền Bắc), Trở lại thành phố sương mù, Thương về cố đô, Đôi lời gửi Huế (miền Trung), Quê hương 3 miền (cả ba miền).
Người đi chốn xa thương về cố đô
Thương tà áo trắng thương mấy câu hò
Và giọng cười, vành nón Kim Luông
Ôi nắng chiều Vỹ Dạ thoáng buồn
Ngự Bình chơ vơ nhìn sông Hương (Thương về cố đô)
Trong suốt thời gian từ thập niên 1970 cho tới cuối thập niên 1990, Thanh Sơn là một trong những nhạc sĩ năng nổ nhất của miền Nam với những bài nhạc ca ngợi quê hương.

## Danh mục ca khúc
Danh sách này không đầy đủ, bạn cũng có thể giúp mở rộng danh sách.

### Trước 1975
- 12 năm sau
- 18 xuân xanh
- Ai đến Sài Gòn
- Anh đường anh em đường em[3]
- Ba tháng tạ từ (1967)
- Bài ngợi ca quê hương (1973)
- Bên bờ suối vắng[4]
- Buồn từ dạo đó
- Buồn vào đêm (1963)[5]
- Chuyến đò xưa
- Chỉ một đêm thôi
- Chiều nhớ nhung
- Chiều gợi cảm
- Chiều trên vỉa hè
- Chúc mừng xuân (1969)
- Chuyến đò xưa
- Chuyện đã rồi
- Chuyện tình hoa tigôn
- Cung buồn tháng hạ[6]
- Dư âm mùa xuân (Tàn xuân) (1967)
- Dư âm ngày cũ (1966)[7]
- Đã muộn rồi
- Đêm hẹn hò[8]
- Đoản ca cho mình[9]
- Đọc tin trên báo (1969)[10]
- Đôi mươi (1959)[11]
- Đời đen[12]
- Em ơi đã lỡ làng rồi
- Em 16
- Em về cây lúa trổ bông
- Giã từ bạn thân
- Giấc mộng không thành
- Giòng suối xanh (1969)
- Gót phiêu du (1969)
- Gửi một niềm thương[13]
- Hạ buồn (1967)
- Hai người tâm sự[14]
- Hai người lính tâm sự
- Hành trình trên quê hương
- Hát mừng xuân (Khúc ca xuân)
- Hận Tha La (1965)[15][16]
- Hò hẹn dưới trăng thu
- Hoa tím người xưa (1967)
- Hương tình cũ
- Khi hoa đào nở (1965)[17]
- Khoảng cách
- Kỷ niệm ngày qua[13]
- Lá thư học sinh
- Lính tâm sự
- Lưu bút ngày xanh (1964)
- Màu áo hoa phượng
- Màu phượng úa
- Một mối sầu
- Mùa hoa anh đào (1966)
- Mùa hoa sim chín
- Mưa gió đường xa
- Mùa xuân hoa đào
- Mừng nắng xuân về[18]
- Mười năm tái ngộ (1967)
- Ngày xuân tái ngộ (1967)
- Ngày lương của lính[19]
- Ngày phép của lính (1966)
- Ngày tôi về thăm Huế
- Ngày tựu trường (1965)
- Người ấy là ai[20]
- Người lữ khách
- Người nỡ thế sao
- Người về trong mơ
- Nhật ký đời tôi (1966)[21]
- Những ngày qua
- Những ngày trên Đà Lạt
- Những vùng đất mang tên anh
- Nỗi buồn hoa phượng (1966)[22]
- Nửa chừng xuân[5]
- Nước mắt Mộng Cầm (1965)[15]
- Phượng buồn (1967)[11][23]
- Sau ba năm người về
- Số phận bẽ bàng
- Tàn thu lá đổ
- Tâm sự hai giờ gác (1969)
- Thăm những vùng địa sử
- Thu trở lại[24]
- Thương ca mùa hạ (1967)[24]
- Thương về cố đô (1967)
- Thuở còn đi học (1964)
- Thuở vào đời[15]
- Thuở vàng son (1968)[25]
- Tìm hoa bốn mùa
- Tình bạn cũ
- Tình đêm phố cũ (1964)
- Tình đêm xứ lạnh
- Tình học sinh
- Tình người lính trẻ
- Tình yêu anh đào
- Trả lại thời gian (2 người lính tâm sự) (1967)
- Trái sầu[26]
- Tuổi nhớ[26]
- Từ khi vắng anh[27]
- Vầng trán suy tư
- Ve sầu mùa phượng
- Việt Nam 30 năm (Tuổi Việt Nam chinh chiến) (1974)
- Vỡ mộng

### Sau 1975
- 4 đoản ca[28]
- 20 năm gặp lại
- Áo mới Cà Mau
- Áo trắng Gò Công
- Bạc Liêu yêu thương
- Bài ca của chúng mình[29]
- Bài ca dao đầu đời[30]
- Bài ca xuân
- Buồn như phượng[31]
- Cần Thơ
- Cây vông đồng
- Chạnh lòng[32]
- Chiều mưa Kiên Giang
- Chiều mưa xứ dừa
- Chiều qua phố cũ
- Chút tình gửi quê hương
- Chuyện tình hoa bướm
- Chuyện tình hoa lưu ly
- Chuyện tình nàng Châu Long
- Chuyện tình quán bên hồ
- Con phố buồn hiu
- Có về Sóc Trăng
- Cô giáo mới
- Cô lái đò Tân Uyên
- Công tử Bạc Liêu
- Dĩ vãng buồn[33]
- Dối lòng
- Dư âm mùa hạ
- Đập vỡ gương xưa
- Điệu buồn tương tư
- Điệu Lâm Thôn Trà Vinh
- Đêm mưa buồn
- Đến với tôi
- Đèn Mỹ Tho
- Đoản xuân ca
- Đời buồn như kiếp tằm
- Đời hợp tan
- Đôi lời với Huế
- Đường chiều lá đổ
- Em lấy chồng xa
- Em vẫn nhớ trường xưa
- Em về qua bến Bắc
- Giọt đắng
- Giấc ngủ đầu nôi[9]
- Giọt mưa gọi buồn
- Gọi tình xưa thức dậy[34]
- Gởi cố nhân đôi lời
- Gợi nhớ quê hương
- Hành trình trên đất phù sa
- Hai nỗi buồn
- Hai phương trời thương nhớ
- Hái hoa cầu duyên[33][35]
- Hát ru tình đời
- Hình bóng quê nhà
- Hoa tình tháng giêng
- Hoài cổ[36]
- Hồn quê[37]
- Hơn thua
- Huế và nỗi nhớ
- Hương lúa Hậu Giang
- Hương tóc mạ non[38]
- Ký ức
- Lầm lỡ
- Lối cũ em về
- Lời sám hối
- Màu tím thủy chung
- Một thời đã mất
- Một thuở đam mê
- Mùa nước nổi
- Mùa xuân bên nhau[39]
- Ngày vui thành hôn
- Ngợi ca quê hương em
- Nhớ Cần Thơ
- Nhớ cố hương về
- Như cơn gió thoáng qua
- Như lục bình trôi[40]
- Những ngày yêu dấu
- Nỗi buồn biệt ly
- Non nước hữu tình
- Quê hương ba miền[41]
- Rồi em cũng về
- Sau ba năm người về
- Sóc Sờ Bai Sóc Trăng
- Sớm nhớ chiều thương
- Sương thu
- Tâm sự người hành khất
- Than thở
- Thầm lặng
- Thị trấn mù sương
- Thương về Sóc Trăng
- Tình em ngày đó
- Tình em Tháp Mười
- Tình hững hờ
- Tình người xa xứ
- Tình trăng lúa
- Tôi với phượng buồn
- Trở lại thành phố sương mù
- Tưởng như Huế trong lòng[42]
- Về Long An
- Xuân đẹp làm sao
- Xứ người nhớ quê
- Yêu cô gái Bạc Liêu
- Yêu dấu Hà Tiên
- Yêu tiếng hát ngày xưa